# Bursa (Liturgie)

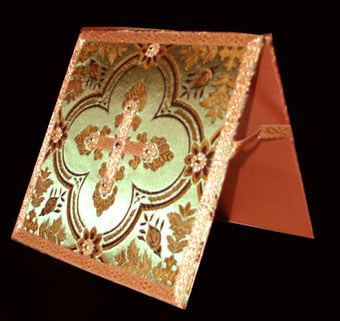
Bursa aus der Eremitenkirche in Warfhuizen

Eine Bursa oder Burse ist ein Parament in Form einer kleinen Tasche, die in der Liturgie der römisch-katholischen und der evangelisch-lutherischen Kirche verwendet wird. In ihr wird das Korporale aufbewahrt.
Die Bursa hat jeweils dieselbe liturgische Farbe und gelegentlich auch dieselbe Ornamentik wie die Kasel. Auf der Oberseite kann ein Kreuz eingestickt sein. Die beiden Hälften der Bursa sind an einer Seite miteinander vernäht und an zwei Seiten mit Bändchen oder Zwickeln versehen, um ein Herausfallen des Korporale zu verhindern. Die Bursa wurde bis zur Liturgiereform des Zweiten Vatikanischen Konzils beim Einzug zur heiligen Messe vom Priester auf dem Kelch zum Altar getragen und dort aufrecht abgestellt.
Da das Korporale mit dem Allerheiligsten in Berührung kam, wurde auf seine Aufbewahrung große Sorgfalt gelegt. Im Mittelalter waren dafür neben der Bursa (pera, bursa) auch flache Kästchen (capsa, capsella, cassus, domus corporalium, auf Deutsch korporalienhus) in Gebrauch, die die Größe eines zusammengefalteten Korporale hatten und mit Samt oder Seide bekleidet und mit Stickereien oder Perlen verziert sein konnten.
Daraus entwickelte sich auch die zum Umhängen geeignete Bursa, in der der Priester die heilige Kommunion und das Öl für die Krankensalbung zu einem Kranken bringt, die sogenannte Versehburse. Sie soll weiß sein.
Ein sogenanntes Bursenreliquiar ist ein Behältnis, in dem eine Reliquie aufbewahrt wird. Diese Form der Burse entwickelten sich ebenfalls aus der in der Liturgie verwendeten Bursa.